# Antpur
Antpur (auch Aatpur; bengalisch আঁটপুর Ā̃ṭpur) ist ein ca. 3.000 Einwohner zählender Ort mit mehreren historischen Hindu-Tempeln im Distrikt Hugli des indischen Bundesstaates Westbengalen.

## Lage
Antpur befindet sich etwa 52 km (Fahrstrecke) nordwestlich von Kolkata in einer Höhe von ca. 14 m. Die Tempelstädte Bishnupur und Kalna sind weitere 95 km in nordwestlicher Richtung bzw. 85 km in nördlicher Richtung entfernt.

## Bevölkerung
Die Bevölkerung Antpurs besteht nahezu ausschließlich aus Hindus; Moslems, Sikhs und Angehörige anderer Religionsgemeinschaften sind auf dem Lande nur selten anzutreffen. Man spricht Bengalisch und Hindi.

## Wirtschaft
Die Landwirtschaft (Reis, Weizen, Linsen, Erbsen etc.) spielt seit Jahrhunderten im Leben der Ortsbewohner die wichtigste Rolle, doch ist Antpur auch ein regionales Pilgerzentrum, da hier mehrere Hindutempel aus dem 18. und 19. Jahrhundert sowie ein Ashram der Ramakrishna-Mission zu finden sind.

## Geschichte
Über die ältere Geschichte des Ortes ist nichts bekannt; die ersten Tempelneubauten entstanden im 18. Jahrhundert. Im Jahr 1886 beschloss Vivekananda in Antpur, sein künftiges Leben in den Dienst der friedlichen Koexistenz der Religionen zu stellen.

## Sehenswürdigkeiten

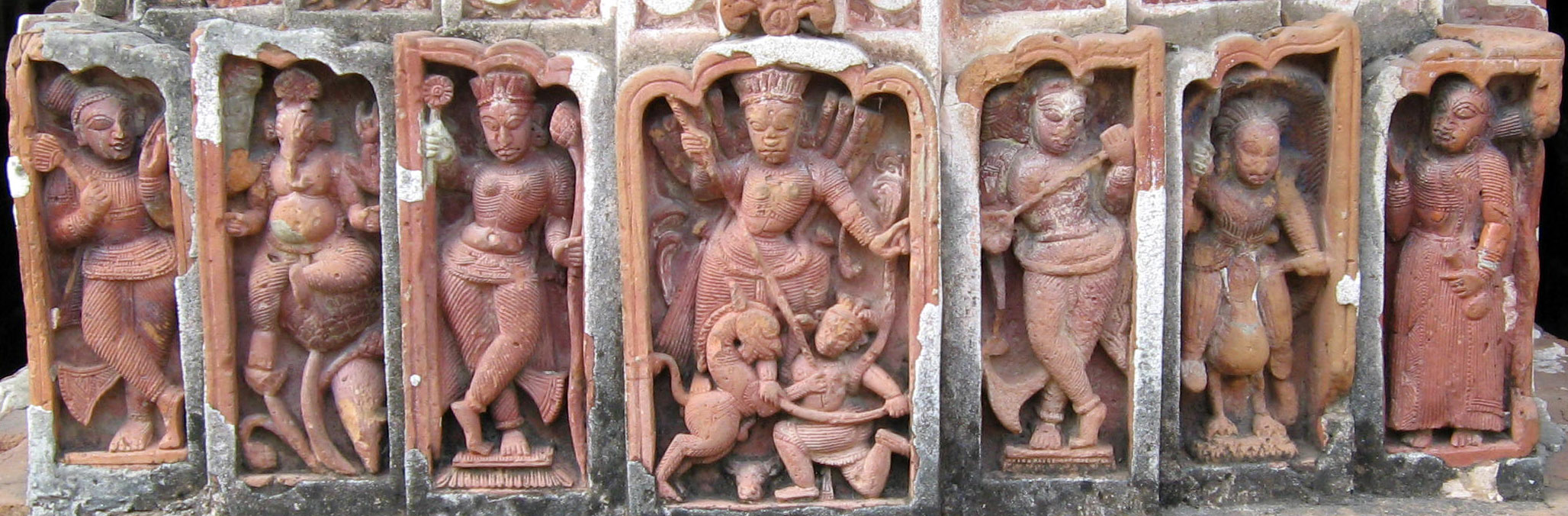
Terracotta-Reliefs am Radhagobinda-Tempel

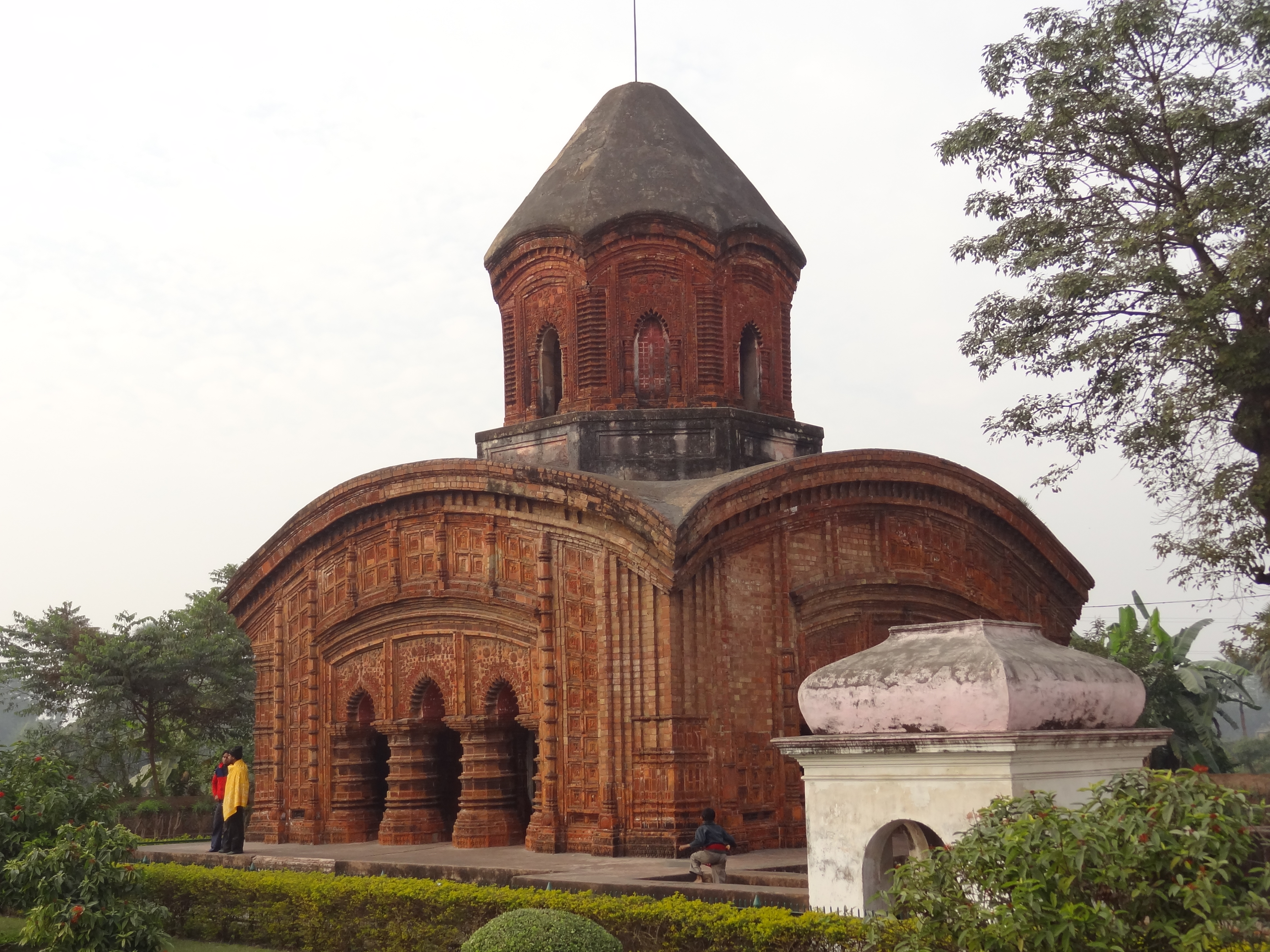
Ananta-Basudeba-Tempel

- Der Radhagobinda-Tempel ist einer der schönsten Bengalischen Tempel des 18. Jahrhunderts. Er gehört zum doppelgeschossigen Typ der aat-shala-Tempel, verfügt jedoch über eine Vorhalle (mandapa) und ist fast vollständig mit Terracotta-Reliefs verkleidet, in denen Götter ebenso erscheinen wie ‚Schöne Mädchen‘ (surasundaris), Liebespaare (mithunas), Musikanten, Tänzer und Kampfszenen. Alle Dächer sind im Baustil der Region in den Ecken heruntergezogen.
- Der nahezu quadratische Ananta-Basudeba-Tempel stammt aur derselben Zeit; er hat einen oktogonalen Turmaufsatz (ratna) über der Cella (garbhagriha) und zeigt eine etwas vereinfachte Gestaltung der Außenwände als der Radhagobinda-Tempel.
- Fünf kleinere und äußerlich nicht sehr auffällige Shiva-Tempel aus dem 18. Jahrhundert befinden sich ebenfalls im Tempelbezirk von Antpur.
- Der Ramakrishna-Ashram ist eine Meditations- und Begegnungsstätte für die Anhänger des indischen Gurus und Sektengründers.